# Beornrad von Sens
Beornrad († 797) war von 775 bis zu seinem Tod Abt in Echternach und seit 785/786 auch Erzbischof von Sens. Er gehörte dem gelehrten Hofkreis Karls des Großen unter dem Namen Samuel an. Umstritten ist, ob er vor der Zeit Liudgers im Münsterland missionierte und dabei die erste Kirche in Münster gebaut hat.

## Leben
Beornrad war angelsächsischer Herkunft.
Er wurde 775 Abt des Klosters Echternach und war der zweite Nachfolger des Klostergründers Willibrord. Karl der Große förderte das Kloster, indem er ihm zur Zeit von Beornrad die villa Duovendorf im Moselgau oder die Rheininsel Breckera-Wetrida schenkte. Auch bestätigte er dem Kloster Schenkungen aus früherer Zeit.
Möglicherweise um 779 oder um 785 ordnete Karl der Große die Missionierung im sächsischen Gebiet in der Gegend um Münster durch einen Abt Bernrad an. Josef Prinz argumentiert, dass es sich dabei um den Echternachter Abt Beornrad gehandelt habe. Eckhard Freise nimmt sogar an, dass Beornrad die erste Kirche an der Stelle des heutigen Paulusdoms in Münster errichtet hätte. Allerdings gibt es für die Identität des Missionars mit dem Echternacher Abt erhebliche Quellenprobleme. Inwieweit eine Schenkung bei Gahlen an der Lippe an das Kloster Echternach um 788/789 in Beziehung zu dieser Missionstätigkeit des Abtes oder eines Klosterangehörigen steht, ist nicht klar. Es könnte auch einfach mit der Präsenz des Klosters am Niederrhein im Allgemeinen zu tun haben.
Um 785/786 wurde Beornrad dann zum Erzbischof von Sens ernannt. Daneben behielt er die Abtswürde in Echternach bei.
Unter dem Namen Samuel gehörte Beornrad dem gelehrten Hofkreis um Karl den Großen an. Der König schickte ihn 790/791 als Gesandten zu Papst Hadrian I.
Alkuin erwähnt ihn in einem Briefgedicht, das er zwischen 777 und 782 noch in York geschrieben haben soll. Er widmete Beornrad später seine Vita Willibrordi. Von ihm selbst sind keine literarischen Werke überliefert. Aber er war sicher auch ein Träger der kulturellen Erneuerungsbewegung zur Zeit Karls des Großen.